# (583) Klotilde
(583) Klotilde ist ein Asteroid des Hauptgürtels, der am 31. Dezember 1905 von Johann Palisa in Wien entdeckt wurde.
Der Asteroid ist benannt nach der Tochter des Astronomen Edmund Weiss.